# Râul Silivaș
Râul Silivaș este un curs de apă, afluent al râului Fărău. 

## Hărți
- Harta Județul Alba